# مانويل فيرارا
مانويل فيرارا (مواليد 1 نوفمبر 1975) هو ممثل إباحي ومخرج فرنسي، حصل على أكثر من 64 جائزة بما فيهم 6 جوائز إيه في إن في فئة أفضل ممثل وهو يعتبر رقم قياسي، وهو عضو في قاعة مشاهير جائزة إكس روكو وإيه في إن.

## روابط خارجية
- مانويل فيرارا على موقع IMDb (الإنجليزية)
- مانويل فيرارا على موقع قاعدة بيانات الفيلم (الإنجليزية)
- مانويل فيرارا على موقع ليتربوكسد (الإنجليزية)
- مانويل فيرارا على موقع كينوبويسك (الروسية)